# Ербогачёнское муниципальное образование
Ербогачёнское сельское поселение — муниципальное образование со статусом сельского поселения в
Катангском районе Иркутской области России. Административный центр — село Ербогачён.

## Демография
| 2010  | 2011  | 2012  | 2013  | 2014  | 2015  | 2016  |
| ----- | ----- | ----- | ----- | ----- | ----- | ----- |
| 2233  | ↘2225 | ↘2197 | ↘2161 | ↘2134 | ↘2129 | ↘2127 |
| 2017  |       |       |       |       |       |       |
| ↘2103 |       |       |       |       |       |       |

По результатам Всероссийской переписи населения 2010 года численность населения муниципального образования составила 2233 человека, в том числе 1086 мужчины и 1147 женщин. По переписи 2010 года эвенки составляют 18,2 % населения (406 из 2 233).

## Населённые пункты
в состав поселения входят следующие населённые пункты:
- Ербогачён
- Наканно
- Оськино
- Тетея
- Инаригда
- Хамакар